# Matarbari
Matarbari es una  ciudad censal situada en el distrito de Tripura meridional en el estado de Tripura (India). Su población es de 6530 habitantes (2011). 

## Demografía
Según el censo de 2011 la población de Matarbari era de 6530 habitantes, de los cuales 3361 eran hombres y 3169 eran mujeres. Matarbari tiene una tasa media de alfabetización del 93,43%, superior a la media estatal del 87,22%: la alfabetización masculina es del 96,11%, y la alfabetización femenina del 90,62%.